# 山辺美嗣
山辺 美嗣（やまべ みつぐ、1952年4月4日 - ）は、日本の政治家、元通産官僚、元富山県議会議長。公共政策コンサルタント。NPO日露経済文化交流会理事長。地方議員を目指す人を対象としたサイト「議員応援ブログ」を運営している。

## 学歴・職歴
福野町立福野中学校卒業。金沢大学教育学部附属高等学校卒業。東京大学工学部卒業。

### 通産官僚時代
1976年4月入省。1994年12月に退職するまで、資源エネルギー庁、通商政策局、産業政策局、中部通商産業局に勤務。
通商産業省では、高橋はるみ、岡田克也、長谷川栄一などが同期、仲井真弘多、細田博之、古田肇、太田房江などが先輩にあたる。
通産官僚の間、1980年-1981年に国連貿易開発会議事務局（ジュネーブ）に出向、1988年-1991年まで金属鉱業事業団ニューヨーク事務所と2回の海外勤務を経験する。

### 通産官僚退任後の主な職務と業績、関連エピソード（政歴以外）
庄川上流用水土地改良区理事長（1998－2019）及び庄川沿岸用水土地改良区連合理事長（2004－2019）。主な業績として、示野（1999）、庄川合口（2011）、中野放水路（2015）、高瀬（2015）の5箇所の小水力発電所を完成させている。示野発電所には、日本で2番目、富山県で最初の水中タービン発電機が導入された。
北陸菊花協会第2代会長（1996-2018）、福野夜高祭連絡協議会初代会長（2004-2019）、南砺市友好交流協会初代会長（2007-2019）、南砺ユネスコ協会初代会長（2011-2019）。
福野夜高祭は、フランスで開催されたリヨン光の祭典への招聘（2011）に応じ、共同通信社の地域再生大賞を受賞(2013）、日本ユネスコ協会連盟のプロジェクト未来遺産に登録（2017）された。
2019年7月設立のMiraiProject合同会社代表社員として、公共政策コンサルタントを行っている。
NPO日露経済文化交流会（2021年設立）の理事長。山辺の亡父、山辺秀夫（1923-1999）は、陸軍技術軍曹であった1945年8月にソ連に抑留され、4年にわたるシベリア鉄道敷設の強制労働を経験している。70万人以上といわれる日本人シベリア抑留者の労苦を無駄にしてはならないとの思いから、日ロ平和条約締結をライフワークとしている。県議会議員時代には、富山県とロシアの物流に関して、ロシア政府機関と直接交渉した。

## 政歴
1995年4月富山県議会議員初当選、以後連続6回当選。第120代県議会議長、議会運営委員長、定数改革特別委員長、政策討論委員長、建設企業常任委員長、厚生環境常任委員長などを務めた。
初当選時は東礪波郡選挙区選出、2007年の県議会議員選挙以降は市町村合併に伴う選挙区改編により南砺市選挙区となった。
自由民主党富山県連政務調査会長、総務会長、幹事長を歴任した。

## 地産地消
「地産地消」は山辺が立案し富山県総合計画にとりまとめられたことにより始まった政策である。
山辺の地元である富山県では地産地消運動が活発で、県内の直売所は100箇所以上にのぼり、売り上げの第一位、第二位は、山辺の選挙区である南砺市に所在する「よってかーれ」と「福野里」である。
今日、「地産地消」が社会的影響力をもつに至った大きな転機には、1999年にとりまとめられ、2000年度からスタートした県の総合計画がある。これは山辺が企画立案しそれが計画に取り込まれた経緯をもつ政策である。
行政が正式に「地産地消」に取り組んだのはこれが初めてであると推測される。
その後、県の政策として毎年度の事業展開が積み重ねられ、そのプロセスによって「地産地消」政策が広がったと考えられる。
当時「適地適作」が農業の基本政策として行政や農協に既知の言葉として流通しており、農林水産省も自給率向上のため「国産国消」という用語を用いていた。
元経済産業省官僚であった山辺は、その「国産国消」を元に「地産地消」という概念と言葉を造ったと言われている。
山辺は経済産業省でエネルギー問題にも携わっていたため、環境とエネルギーの観点から当時の「適地適作」から「地産地消」への移行を強く主張していたことが当時の記録からもうかがえる。
したがって当時、主流であった既存の「適地適作」に相対する概念を打ち出そうとするとき、同時多発的に「地産地消」が生み出されたとみなすことができる。

## その他
- 地元南砺市のアニメーション制作会社ピーエーワークスが手がけたテレビアニメ「true tears」が人気を博していることを知り、同作品の富山県内での地上波放送の実現に向け尽力したといわれている[2]（当時、富山県内においてUHFアニメの地上波での放送はほとんど前例がなかった）。

- 2022年（令和4年）、春の叙勲で旭日小綬章を受章。